# اچ‌ام‌اس دونون (جی۵۲)
اچ‌ام‌اس دونون (جی۵۲) (به انگلیسی: HMS Dunoon (J52)) یک کشتی بود که طول آن ۲۳۱ فوت (۷۰ متر) بود. این کشتی در سال ۱۹۱۹ ساخته شد.